# Бойня номер п'ять
«Бойня номер п'ять, або Хрестовий похід дітей» (англ. Slaughterhouse-Five, or The Children's Crusade) — напівавтобіографічний антивоєнний роман Курта Воннеґута 1969 року, пронизаний науковою фантастикою. Він розповідає про життя та досвід Біллі Пілігрима, починаючи з його ранніх років, до часу, коли він був американським солдатом і помічником капелана під час Другої світової війни, аж до післявоєнних років, коли Біллі подеколи подорожує в часі. У тексті йдеться про те, як Біллі потрапив у полон німецької армії та  вижив під час бомбардування Дрездена союзниками, будучи військовополоненим, — досвід, який пережив сам Воннеґут як американський військовослужбовець. Твір назвали прикладом «незрівнянної моральної ясності» та «одним із найстійкіших антивоєнних романів усіх часів».

## Сюжет
Історія має нелінійний виклад і ведеться ненадійним оповідачем (який починає роман словами: «Усе це сталося — чи майже все»). Події викладаються через спогади та описи подорожей у часі. У першому розділі оповідач описує написання книги, свій досвід студента антропології Чиказького університету та кореспондента Chicago City News Bureau, своє дослідження дитячого хрестового походу та історії Дрездена, а також свій візит до Європи часів холодної війни зі своїм воєнним другом Бернардом В. О'Гаром. Потім він пише про Біллі Пілгрима, американця з вигаданого міста Іліум, штат Нью-Йорк , який вважає, що колись його тримали в інопланетному зоопарку на планеті, яку він називає Тральфамадор, і що він подорожував у часі.
Будучи помічником капелана в армії Сполучених Штатів під час Другої світової війни, Біллі — погано навчений, дезорієнтований і фаталістичний американський солдат, який виявляє, що не любить війни, і відмовляється воювати. Його переводять з бази в Південній Кароліні на лінію фронту в Люксембурзі під час битви при Балджі. Він ледь уникає смерті в результаті низки подій. Він також зустрічає Роланда Вірі, патріота, розпалювача війни та хулігана-садиста, який висміює боягузтво Біллі. У 1944 році вони потрапили в полон до німців, які конфіскували все майно Вірі та змусили його носити дерев’яні сабо, що боляче ріжуть ноги; отримані рани стають гангренозними, що зрештою вбиває його. Поки Вірі помирає у вагоні, повному в’язнів, він переконує свого товариша-солдата Пола Лаццаро, що Біллі винен у його смерті. Лаццаро клянеться помститися за смерть Вірі, убивши Біллі, тому що помста — це «найсолодша річ у житті».
Саме в цей час Біллі «відривається від часу» і має спогади про своє минуле та майбутнє життя. Біллі та інших в'язнів перевозять до Німеччини. До 1945 року в'язні прибули до німецького міста Дрезден для роботи на «контрактних роботах» (примусових роботах). Німці тримають Біллі та його товаришів у полоні на порожній бійні під назвою Schlachthof-fünf («бійня п’ять»). Під час інтенсивних бомбардувань Дрездена союзниками німецькі охоронці ховаються разом з полоненими на бійні, яка частково знаходиться під землею та добре захищена від пошкоджень на поверхні. У результаті вони одні з небагатьох, хто вижив у вогняній бурі, що вирує в місті між 13 і 15 лютого 1945 року. У травні 1945 року Біллі переводять до Сполучених Штатів і з почестями звільняють у липні 1945 року.
Незабаром Біллі госпіталізують із симптомами, схожими на посттравматичний стресовий розлад, і поміщають під психіатричну допомогу в госпіталь у справах ветеранів у Лейк-Плесіді. Там він ділить кімнату з Еліотом Роузвотером , який знайомить Біллі з романами незрозумілого письменника-фантаста Кілгора Траута. Після звільнення Біллі одружується з Валенсією Мербл, батько якої є власником школи оптометрії Іліум, яку пізніше відвідує Біллі. Біллі стає успішним і багатим окулістом . У 1947 році Біллі та Валенсія зачали свою першу дитину Роберта під час медового місяця в Кейп-Енн, штат Массачусетс. Через два роки у них народжується друга дитина Барбара. У шлюбну ніч Барбари Біллі викрадає літаюча тарілка і доставляє його на планету Тральфамадор, розташовану за багато світлових років від Землі. Тральфамадоріанці описуються як здатні бачити в чотирьох вимірах, одночасно спостерігаючи всі точки просторово-часового континууму. Вони повсюдно приймають фаталістичний світогляд: смерть для них нічого не означає, і їхня звичайна реакція на почуту звістку про смерть – «так воно і є».
На Тральфамадорі Біллі виставляють у прозорий купол у зоопарку; купол символізує будинок на Землі. Пізніше тральфамадорці викрали зірку порнографічного кіно на ім'я Монтана Уайлдхек, яка зникла на Землі та, як вважають, потонула в затоці Сан-Педро. Вони мають намір знайти пару для Біллі. Вони з Біллі закохуються і народжують спільну дитину. Біллі миттєво повертається на Землю в деформації часу, щоб знову пережити минулі або майбутні моменти свого життя.
У 1968 році Біллі та другий пілот єдині, хто вижив у авіакатастрофі в Вермонті. Їдучи до Біллі в лікарні, Валенсія розбивається на своїй машині й гине від отруєння чадним газом. Біллі ділить лікарняну палату з Бертрамом Румфордом, професором історії Гарвардського університету, який досліджує офіційну історію війни. Вони обговорюють бомбардування Дрездена, професор спочатку відмовляється вірити, що Біллі був його свідком; професор стверджує, що бомбардування Дрездена було виправданим, незважаючи на великі втрати цивільного населення та повне знищення міста.
Дочка Біллі везе його додому в Іліум. Він втікає до Нью-Йорка. На Таймс-сквер він відвідує магазин порнографічних книг, де знаходить книги Кілгора Траута і читає їх. Серед книг він знаходить книгу під назвою «Велика дошка» про пару, яку викрали прибульці та обманом змусили управляти інвестиціями прибульців на Землі. Він також знаходить кілька обкладинок журналів, на яких відзначається зникнення Монтани Вайлдхек, яка випадково знялася в порнографічному фільмі, який демонструють у магазині. Пізніше ввечері, коли він обговорює свої подорожі в часі до Тральфамадору в ток-шоу на радіо, його виганяють зі студії. Він повертається до свого готельного номера, засинає та подорожує в часі назад у 1945 рік у Дрездені. Біллі та його товаришам по в’язням доручено знайти та поховати мертвих. Після того, як новозеландський солдат (маорієць), який працював з Біллі, помер, німці почали масово кремувати тіла за допомогою вогнеметів. Друг Біллі Едгар Дербі застрелений за крадіжку чайника. Зрештою всі німецькі солдати вирушають воювати на Східний фронт, залишаючи Біллі та інших в’язнів наодинці з пташками, що цвірінькають, коли війна закінчується.
За допомогою нехронологічної розповіді в книзі розповідаються про інші частини життя Біллі. Після того, як Біллі вигнали з радіостудії, Барбара ставиться до Біллі як до дитини і часто стежить за ним. Роберт стає різким антикомуністом, записується в до лав зелених беретів і бере участь у війні у В'єтнамі. Зрештою Біллі помирає в 1976 році, коли Сполучені Штати були розділені на двадцять окремих країн і зазнали нападу Китаю з термоядерною зброєю. Він виголошує промову на бейсбольному стадіоні в Чикаго, в якій передрікає власну смерть, і проголошує, що «якщо ви думаєте, що смерть — це жахлива річ, то ви не зрозуміли жодного слова з мого виступу». Невдовзі був Біллі застрелений із лазерного пістолета вбивцею, якого замовив літній Лаццаро.

## Українські переклади
Переклад 2014 року увійшов до 20 найкращих книг премії «Найкраща книга Форуму видавців»
- Курт Воннеґут. Бойня номер п'ять. Переклад з англійської: Петро Соколовський. Київ: Дніпро, 1976. 176 с. (Серія «Зарубіжна сатира і гумор». Вип. 7).
- Курт Воннеґут. Бойня номер п'ять. Пер. з англійської: Володимир Діброва, Лідія Діброва. Львів: ВСЛ. 2014. 320 с. ISBN 978-617-679-084-6 (Серія «Вавилонська бібліотека»).